# Cartomagie
 (mai 2014).

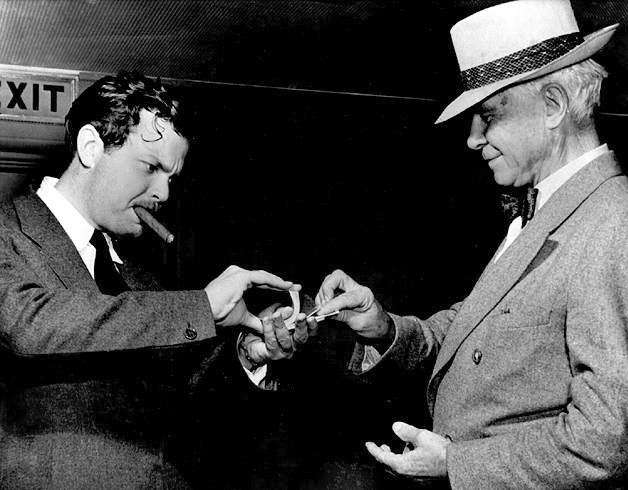
Orson Welles en train de faire un tour de cartes à Carl Sandburg (août 1942).

La cartomagie, ou cartomanie, est une spécialité de la magie (prestidigitation) qui recourt à l'usage de cartes à jouer afin de produire des illusions. Cette discipline de la magie, comme son nom l’indique, se focalise sur l’art des cartes à jouer au service de la magie. Le prestidigitateur utilisant les cartes est appelé « cartomane », ou « cartomagicien ».
La cartomagie est le plus souvent présentée de près en « close-up » . Elle est parfois couplée à d'autres tours du même style (avec des pièces, des cordes…). Cependant, il existe également des tours de carte uniquement basés sur l'effet visuel (apparition de cartes de nulle part, disparition, lévitation…) qui peuvent être réalisés comme tour de scène.
L'illusionniste français Robert-Houdin est considéré pour beaucoup comme le père de la magie moderne. Pour la cartomagie, ce pourrait être Johann N. Hofzinser qui, lorsqu´il parlait de la cartomagie, disait qu'elle était la poésie de la magie.

## Effets et tours classiques
Le cartomane peut présenter différents types d'effets donnant l'illusion de l'impossible. Parmi les effets recensés en prestidigitation, la cartomagie permet de réaliser des apparitions (d'éventails sur scène), des disparitions (d'une carte choisie), des transformations (changement d'une carte en une autre, changement de couleur des dos de carte), des téléportations (carte choisie retrouvée dans un portefeuille), etc.
Il existe un certain nombre d'effets et de tours classiques qui se déclinent en un très grand nombre de versions. En voici quelques exemples :
- Un effet de triomphe est un tour où la moitié des cartes est mélangée face en bas dans l'autre moitié face en l'air. Puis subitement, toutes les cartes se retrouvent dans le même sens, sauf la carte choisie.
- Un effet suivez le chef est un tour de petits paquets dans lequel une carte d'une certaine valeur (souvent un as) est rejointe par les trois autres cartes de la même valeur. Par exemple : chaque as est placé dans un petit paquet de trois cartes, trois paquets étant disposés en ligne et le quatrième en face des trois autres. Les as finissent par se retrouver tous les quatre dans ce paquet.
- Un effet de sandwich est un tour au cours duquel la carte choisie est retrouvée entre deux autres cartes (entre les deux jokers par exemple).
- Un Matrix est un tour utilisant quatre cartes et quatre pièces. Chaque pièce est placée sous une carte, le tout étant disposé en carré. Les pièces se déplacent alors d'une carte à l'autre pour habituellement se retrouver toutes sous la même carte.
- Un effet de carte ambitieuse est un tour qui consiste à faire remonter la carte du spectateur sur le dessus du jeu alors que celle-ci a été mise au centre, de recommencer, puis de la faire descendre, etc.
- Un effet d'huile et eau (oil and water) est un tour où le magicien imbrique des cartes rouges et des cartes noires ; malgré tout, celles-ci ne se mélangent pas.

La plupart des cartomanes célèbres (notamment ceux cités ci-après) ont créé leur propre version de ces tours classiques.

## Cartomanes célèbres
Presque tous les magiciens apprennent les bases de la cartomagie, puisque c'est l'une des branches les plus connues du public, qu'elle demande peu d'accessoires et qu'elle permet de travailler sa dextérité.
Les plus célèbres précurseurs et inventeurs en cartomagie sont Dai Vernon, Johann Hofzinser, Fred Kaps, Harry Lorayne, Ed Marlo...
Plus récemment on peut aussi considérer parmi les grands cartomanes Bernard Bilis, Jean-Jacques Sanvert, Yves Carbonnier, Dominique Duvivier, Patrick Ghazal, Ricky Jay, Jacques H. Paget, Juan Tamariz, Jean-Pierre Vallarino, Dani DaOrtiz, Roberto Giobbi, David Stone, Djenane Belkeir dit Bébel,...

## Jeux de cartes utilisés
On utilise le plus souvent des cartes d'un jeu normal au format poker, qui se compose de 52 cartes en quatre familles ou couleurs (pique, cœur, carreau, trèfle). Dans chaque famille on distingue les cartes à points (de l'as au 10) et les figures (valet, dame, roi). Le « format Poker » est un format large (wide size) : 2"1/2 x 3"1/2 soit 6,35 × 8,89 cm par opposition au format bridge, plus répandu en France.
On utilise habituellement en cartomagie des paquets de cartes de bonne qualité (durabilité, flexibilité, glissant). Les marques produisant de telles cartes sont américaines ou espagnoles (Fournier)  Une grande majorité des cartomanes utilise les jeux de marque Bicycle, Bee, ou Tally-Ho, tous produits par la United States Playing Card Company (en) (USPCC) de Cincinnati, considéré comme une référence en la matière. Les cartes Bicycle sont glissantes et agréables à manipuler. Les couleurs les plus courantes de dos sont le bleu et le rouge mais il est possible de les trouver en vert, en orange, en noir, en couleurs inversées, etc. Les cartes Tally-Ho sont du même format que les Bicycle Rider Back (format Poker). Elles existent en deux variantes différentes pour les dos : Circle Back et Fan Back. Et également en deux couleurs : rouge et bleu. Alors que les Bicycle sont finies sur coussin d'air (air cushion finish), les Tally-Ho sont en plus, finies au lin (linoid finish). Les Tally-Ho se plient moins facilement ce qui peut les rendre préférables aux Bicycle ou non selon la situation.
A ces marques il faut ajouter  les cartes belges et allemandes (Shark)

## Apprentissage de la cartomagie
Comme pour la prestidigitation en général, l'apprentissage de la cartomagie ne se limite pas à apprendre des « trucs ». La cartomagie est au contraire un domaine artistique riche et passionnant ; son apprentissage peut se comparer au travail sur un instrument de musique. Ainsi, un travail technique doit permettre de s'assurer que toute manipulation est réalisée sans qu'elle puisse être soupçonnée. Également au-delà de la maîtrise d'une méthode, la présentation d'un tour est un sujet en soi, ayant des points communs avec le travail d'acteur. L'implication du spectateur dans un tour de cartomagie est souvent essentielle et conditionne sa réussite. L'ensemble du travail du cartomane tend, idéalement, à montrer l'illusion de l'impossible avec un paquet de carte sans qu'aucune explication ou début d'explication ne puisse être trouvé. Le prestidigitateur doit le plus souvent exécuter son tour en étant très proche de son public afin de donner l'impression à ce dernier qu'il sera en mesure de détecter le "truc", c'est-à-dire la manipulation qui rend le tour possible. La cartomagie peut notamment être apprise dans des clubs et dans des ouvrages spécialisés aux formats papier ou numériques.

## Techniques de cartomagie

### Comptages
Le comptage concerne les manières particulières de compter un petit paquet de cartes. Les comptages portent souvent le nom du magicien qui les a inventés ou fait connaître. Par exemple :
- Le comptage Elmsley (plus rarement appelé comptage fantôme), dû à Alex Elmsley (en) (Britannique) ;
- Le comptage Jordan, dû à Charles Jordan (magician) (en) (Américain) ;
- Le comptage Hamman, dû à John Hamman (en) (Américain).
- Le comptage Ascanio, dû à Arturo de Ascanio (Espagnol)

D'autres comptages portent des noms plus imagés. Par exemple :
- Le comptage optique (ou flustration count), de John Hamman (en)
- Le rumba count (ou comptage rumba), de Jean-Pierre Vallarino (Français)
- Le comptage intervisuel de Daniel Rhod (Français).
- Le comptage Siva de Jack Avis (Anglais) qui combine le comptage Elmsley et le comptage Jordan

### Tenues
La tenue désigne une façon particulière de tenir un jeu de carte.
Par exemple (liste non exhaustive) :
- Tenue de la donne : le jeu est tenu sur la paume de la main gauche horizontalement, face en bas, le pouce étant sur le bord long gauche du paquet le majeur, l'annulaire et l'auriculaire étant sur le long bord droit. L'index est le long du petit bord avant.
- Tenue en biddle : le jeu est tenu entre ses petits côtés  entre le pouce sur le petit côté interne (vers l'artiste)  et le majeur, l'annulaire et l'auriculaire étant sur le petit bord opposé et, la main étant arquée au dessus du paquet, l''index reposant sur le tarot (le dos) de la carte du dessus du paquet.
- Tenue en biseau : voisine de la tenue de la donne, mais le majeur, l'annulaire et l'auriculaire appuient sur le côté droit du paquet pour le mettre en biseau.
- Tenue verticale : analogue à la tenue de la donne, mais le poignet est légèrement tourné sur le côté pour que le jeu prenne une orientation verticale.

## Manipulation des cartes
Les tours de cartes peuvent être distingués en fonction de leur principe de fonctionnement :
Tandis que les tours automatiques exploitent des propriétés mathématiques pour fonctionner, les tours d'adresse ont leur principe basé sur des manipulations de cartes.
Les tours utilisant un trucage peuvent être automatiques ou au contraire demander une certaine adresse. Mais une importante proportion des tours de cartes n'utilise que la manipulation, que  les cartomagiciens trouvent généralement plus passionnante que les tours utilisant des cartes truquées..
Un tour d'adresse nécessite l'exécution d'une ou de plusieurs techniques relevant de la manipulation qui combinées entre elles permettant d'étonner le public. Parmi les grands types de manipulations, on peut citer les suivants (entre parenthèses le terme anglophone) :
- Le mélange (shuffle), censé rendre l'ordre des cartes aléatoire ;
- La coupe (cut) consiste en la séparation du jeu en plusieurs paquets ensuite rassemblés, ce qui permet finalement d'obtenir le même résultat qu'après un mélange, via cette fois plusieurs petits paquets.

Chacune de ces techniques peut être réalisée par un grand nombre de manipulations différentes. La diversité des techniques possibles présente l'intérêt de pouvoir s'adapter de manière optimale à chaque situation.
En principe, pour ne pas éveiller les soupçons et pour rendre le tour le plus surprenant possible, les manipulations doivent être réalisées de la manière la plus discrète et la plus naturelle possible. La meilleure manipulation serait donc la plus invisible sous couvert de gestes naturels.e.
Cependant, il existe aussi des manipulations qui ne sont pas naturelles du tout, mais qui sont agréables à voir, souvent complexes et relativement spectaculaires : ce sont les fioritures (« flourishes », en anglais). Elles ne sont absolument pas utiles au tour mais peuvent faire partie intégrante du spectacle, si le cartomagicien choisit de montrer sa dextérité. C'est le cas des éventails, cascades de cartes, coupes complexes, etc. Les fioritures constituent un domaine à part entière dans la cartomagie, et l'abréviation XCM (eXtreme Card Manipulation) désigne la discipline consistant à réaliser les fioritures les plus difficiles.

### Extreme Card Manipulation
L'Extreme Card Manipulation (XCM) est une branche de la cartomagie focalisée presque uniquement sur l'aspect manipulation d'un jeu de cartes, au contraire du flourishing (fioritures) qui désigne l'intégration de manipulations au sein même de l'exécution d'un tour de magie ou d'une routine. L'appellation a été créée par David Beyer, plus souvent connu sous le pseudonyme de De'vo Vom Schattenreich, qui voulait renforcer la distinction entre flourishing et XCM et faire de cette dernière un art à part entière.
Au contraire de la Cardistry où les manipulateurs semblent se concentrer presque exclusivement sur les coupes multiples à deux mains, l'XCM est caractérisée par une abondance de mouvements différents : coupes simples ou multiples à une ou deux mains, mélanges à une ou deux mains, éventails, accordéons (springs), cascades, étalements (spreads), mouvements sur table, mouvements aériens, etc. Ceux-ci sont alors organisés en routines fluides et plaisantes à voir dans un contexte de performance sur scène ou rapprochée.

## Citation
« Les Magiciens. Hommes aux mille mains je forme des vœux pour que votre art se lègue parce qu’il s’adresse à ce que le monde conserve en lui de meilleur : l’enfance. » Jean Cocteau, Hommage aux magiciens.